# Reaktionsharz
Reaktionsharze sind  flüssige oder verflüssigbare Kunstharze, die – im Gegensatz zu Kondensationsharzen ohne Abspaltung von Nebenprodukten wie Wasser – durch Kettenpolymerisation oder Polyaddition zu Duroplasten ausgehärtet werden können.
Die Härtung erfolgt bei geringer Wärme und Atmosphärendruck.
Zu ihnen zählen:
- Ungesättigte Polyesterharze (UP-Harze)
- Epoxidharze (EP-Harze)
- Isocyanatharze
- Lichthärtende Acrylate
- Methacrylatharze (MA-Harze)
- Phenacrylatharze (PHA-Harze)
- räumlich vernetzende Polyurethane

Die Reaktionsharze werden als Gießharze, Laminierharze (Klebstoffe, u. a. für Laminate), Imprägnierharze, Tränkharze und Träufelharze verwendet.